# Leo Ferdinand Dworschak
Leo Ferdinand Dworschak (* 6. April 1900 in Independence, Wisconsin, USA; † 5. November 1976 in Fargo, North Dakota) war ein amerikanischer Bischof von Fargo.

## Leben
Leo Ferdinand Dworschak empfing am 29. Mai 1926 das Sakrament der Priesterweihe für das Bistum Fargo.
Am 22. Juni 1946 ernannte ihn Papst Pius XII. zum Titularbischof von Tium und bestellte ihn zum Koadjutorbischof von Rapid City. Der Apostolische Delegat in den Vereinigten Staaten, Erzbischof Amleto Giovanni Cicognani, spendete ihm am 22. August desselben Jahres die Bischofsweihe; Mitkonsekratoren waren der Bischof von Bismarck, Vincent James Ryan, und der Bischof von Covington, William Theodore Mulloy. Am 10. April 1947 bestellte ihn Pius XII. zum Weihbischof in Fargo. Gleichzeitig war er auch Apostolischer Administrator für das Bistum, da der eigentliche Bischof, Aloysius Muench als Apostolischer Nuntius in Deutschland wirkte. Papst Johannes XXIII. nahm im Dezember 1959 den Rücktritt als Bischof von Fargo an und ernannte ihn zum Kardinaldiakon. Daraufhin ernannt der Papst Dwaorschak am 23. Februar 1960 zum Bischof von Fargo. Die Amtseinführung erfolgte am 10. Mai desselben Jahres.
Am 8. September 1970 trat Dworschak als Bischof von Fargo zurück und Papst Paul VI. ernannte ihn zum Titularbischof von Meta. Leo Ferdinand Dworschak verzichtete am 13. Januar 1971 auf das Titularbistum Meta. 
Leo Ferdinand Dworschak nahm an allen vier Sitzungsperioden des Zweiten Vatikanischen Konzils teil.